# Nada de Ti
„Nada de Ti” este un cântec al interpretei mexicane Paulina Rubio. Acesta fost compus de Marco Flores pentru cel de-al treilea material discografic de studio al artistei, El Tiempo es Oro. „Hoy Te Deje De Amar” a fost lansat ca cel de-al doilea disc single al materialului în cursul anului 1995.
Cântecul a urcat până pe locul 3 în țara natală a lui Rubio, Mexic.

## Clasamente
| Clasament           | Poziția maximă | Referință |
| ------------------- | -------------- | --------- |
| Mexic Singles Chart | 3              | [ 2 ]     |